# Дукери
Дукерите (Cephalophinae) са подсемейство дребни Кухороги бозайници, близки до антилопите. Представени са от 3 рода с 18 съвременни вида, като настоящият род Philantomba традиционно се включва в Cephalophus. Срещат се в Африка на юг от Сахара.
Дукерът е плахо и прикрито горско животно. При най-малката опасност се шмугва в гъстата горска растителност, дори видовете живеещи в саваната рядко се отдалечават от храсталаците. Самата дума дукер на африкански език означава гмурец, защото подплашен се гмурка в храстите.
Дукерите имат дребни до средни размери с дъгообразно извит гръб, малко по-къси предни крака и малки рога – така са отлично приспособени за бързо придвижване в гората. Хранят се предимно с листа, пъпки, филизи, дървесна кора, семена и плодове, като често следват птици и маймуни, за да обират падналите на земята плодове. Понякога разнообразяват диетата си с насекоми, яйца, мърша и дори ловят гризачи и малки птици. Синият дукер много обича мравки.

## Класификация
- семейство Bovidae -- Кухороги
  - подсемейство Cephalophinae -- Дукери
    - род Sylvicapra
      - Sylvicapra grimmia -- Обикновен дукер, сив дукер

    - род Philantomba
      - Philantomba monticola -- Син дукер
      - Philantomba maxwellii -- Дукер на Максуел
      - Philantomba walteri

    - род Cephalophus -- горски дукери
      - Cephalophus niger -- Черен дукер
      - Cephalophus adersi -- Дукер на Адер, занзибарски дукер
      - Cephalophus callipygus -- Дукер на Питърс
      - Cephalophus weynsi -- Дукер на Уейнс
      - Cephalophus natalensis (C. harveyi) -- Червен дукер
      - Cephalophus leucogaster -- Белокоремен дукер
      - Cephalophus rufilatus -- Червеноплещ дукер
      - Cephalophus nigrifrons (C. rubidis) -- Черночел дукер
      - Cephalophus jentinki -- Либерийски дукер, джентинков дукер
      - Cephalophus dorsalis (C. castaneus) -- Черногръб дукер
      - Cephalophus silvicultor (C. sylvicultor) -- Жълтогръб дукер
      - Cephalophus spadix (Cephalophus silvicultor ssp.) -- Аботов дукер
      - Cephalophus ogilbyi (C. crusalbum) -- Огилбиев дукер
      - Cephalophus brookei (Cephalophus ogilbyi ssp.) -- Дукер на Брук
      - Cephalophus zebra -- Зебров дукер
      - Cephalophus crusalbum
      - Cephalophus harveyi
      - Cephalophus rubidus